# Rhein-Main-Rohrleitungstransportgesellschaft (Германия)
Транспортная трубопроводная компания Рейн-Майнц (нем. Rhein-Main-Rohrleitungstransportgesellschaft (RMR)) — международная акционерная транспортная трубопроводная компания по перекачке нефтепродуктов с помощью собственного продуктопровода от границы Германии у города Венло до Франкфурта на Майне и Людвигсхафена на Рейне.

## Акционеры
- Royal Dutch Shell (63 %).
- BP (35 %).
- ExxonMobil (2 %).

## Продукты
- Топливо (высокооктановый бензин, обычный бензин, дизельное топливо).
- Лёгкий топочный мазут.
- Авиакеросин.
- Лигроин (нафта).

## История
RMR была основана в 1965 году немецким отделением британско-нидерландской нефтегазовой компанией «Ройал Датч Шелл». Первоначальная цель предприятия состояла в том, чтобы построить безопасный транспортный маршрут от нефтеперерабатывающего завода в Кёльн-Годорфе для покрытия существовавшего спроса на нефтепродукты во Франкфурте-на-Майне (в основном для международного аэропорта Франкфурта-на-Майне, немецкой химической компании Хёхст, предприятия промышленных пластмассовых изделий Ticona (ныне входит в индустриальный парк Хёхст) и Людвигсхафена-на-Рейне (BASF).
Уже в год своего основания количество резервуарных складов и нефтехимических заводов, куда осуществлялись поставки, удвоилось благодаря участию в RMR немецкому отделению BP. В 1967 году трубопровод был продлён на север до Рурского нефтеперерабатывающего завода Deutsche BP AG в Хюнксе (ныне относится к Динслакену).
В 1968 году акционеры взялись за удлинение трубопровода до Роттердама. Для соединения с трубопроводом RRP (Rotterdam-Rijn Pijpleiding Maatschappij) в Нидерландах (Венло) RMR построил соединительную линию длиной 50 км от Динслакена.

## Продуктопровод
В настоящее время компания эксплуатирует один трубопровод, который соединяет Венло с Франкфуртом-на-Майне и Людвигсхафеном-на-Рейне. В 2005 году по трубопроводу было прокачано 11,5 миллиона тон нефтепродуктов. В настоящее время параллельно продуктопроводу проложен оптиковолонный телекабель, позволяющий автоматически из центра управления контролировать все клапанные и насосные станции и в случае необходимости (обнаружение утечки или перенапряжения трудопровода) производить срабатывание системы защиты.
Вдоль трубопровода длиной 525 км расположены девять повышающих давление насосных станций, шесть ответвлений, 13 заправочных станций, химические заводы и резервуарные склады, а также 37 линейных клапанов.

### Насосные станции
Насосные станции общей установленной мощностью 32 000 кВт расположены в Херонгене, Динслакене, Ратингене, Гайене, Кельне-Годорфе, Весселинге, Рамерсбахе, Швалле и Уденхайме.

### Резервные ёмкости
К трубопроводу подключены резервные ёмкости в Хомберге, Динслакене, Кёльне-Ниле, Густавсбурге, Флёрсхайме, Раунхайме и Людвигсхафене-на-Майне.

### Нефтехимические заводы
К трубопроводу подключены нефтехимические и нефтеперерабатывающие заводы в Боттропе, Дормагене, Кёльне-Годорфе (Рейнландский НПЗ), Весселинге (Рейнландский НПЗ Весселинг), Оппау.

### Инциденты
5 мая 1991 года в 7:20 утра произошел сбой в трубопроводе из-за просадки. Около 280 м³ бензина было выброшено вблизи развязки автобана «Динслакен-Норд» (Dinslaken-North) и частично просочилось в землю. Часть бензина достигла реки Ротбах у Хисфельда и вызвала вымирание рыб. Приблизительно 5000 м³ загрязненной почвы пришлось удалить и выкорчевать около 400 деревьев.